# République soviétique de Donetsk-Krivoï Rog
Pour les articles homonymes, voir Donetsk (homonymie).
1918–1919
Entités précédentes :
- République populaire ukrainienne
- RSFS de Russie

Entités suivantes :
- RSS d'Ukraine

La république socialiste soviétique de Donetsk-Krivoï Rog (en russe : Донецко-Криворожская советская республика, Donetsko-Krivorojskaïa sovietskaïa respoublika) est une éphémère république socialiste soviétique, créée en Ukraine orientale par les bolcheviks, au début de la guerre civile russe.

## Histoire
La république est proclamée officiellement le 11 février 1918, mais n'est reconnue par aucun État, pas même par la république socialiste fédérative soviétique de Russie. Sa capitale est Kharkov puis Louhansk.
À sa création, la jeune république revendique les territoires méridionaux de la proche République populaire ukrainienne qui incluent Kharkiv, le Donbass, le gouvernement de Iekaterinoslav, une partie du gouvernement de Kherson et une partie de l'oblast de l'armée du Don.
En mars et avril 1918, une partie de l'armée de la République populaire d'Ukraine, composée du 1er régiment d'infanterie de Zaporijia « Petro Doroshenko » (uk) sous le commandement d'Oleksandr Zagrodskyi (uk), du 3e régiment d'infanterie de Zaporijia « Bohdan Khmelnytskyi » sous le commandement d'Oleksandr Shapoval (uk), du 3e régiment « Haydamatsky » et de quelques autres unités libéra le territoire de l'est et du sud de l'Ukraine des bolcheviks. Sloviansk est libéré le 17 avril et Bakhmout le 18 avril. La délégation ouvrière de Kramatorsk a offert aux soldats ukraniens du pain et du sel et leur a remis un drapeau avec l'inscription « Que ce drapeau soit une bénédiction pour les travailleurs dans la lutte pour une Ukraine cathédrale indépendante. Nous sommes avec toi! » (en ukrainien : Нехай цей стяг буде благословенням робітників у боротьбі за незалежну, соборну Україну. Ми з вами!)
En mars 1918, la République est rattachée à la RSS d'Ukraine, mais conserve son autonomie. En mai 1918, les Empires centraux occupent son territoire. Le 17 février 1919, le Soviet de la Défense de la RSFSR annonce officiellement sa liquidation.

## Héritage revendiqué
L'héritage de la république soviétique de Donetsk-Krivoï-Rog est revendiqué lors de la guerre du Donbass qui commence en 2014 : le 5 février 2015, la législature de la république populaire de Donetsk (RPD) adopte un mémorandum déclarant que la RPD est le successeur légal de la république soviétique de Donetsk-Krivoï-Rog, avec le Camarade Artiom (Fiodor Sergueïev) comme père fondateur.

## Drapeau

Drapeau de la République soviétique de Donetsk-Krivoï-Rog.